# Giorgi Latsabidze
Giorgi Latsabidze (en georgià გიორგი ლაცაბიძე), (Tbilisi, 10 d'abril de 1978) és un pianista georgià i compositor de música clàssica.
Latsabidze ha realitzat diferents actuacions internacionals i ha guanyat prestigi com un dels pianistes joves amb més talent. Als 6 anys, va començar a aprendre a tocar el piano clàssic. Als 11 anys, va fer el seu debut com a solista amb el Concert per a piano d'Edvard Grieg. El 1996-2002 va rebre lliçons de piano amb Rusudan Chodzava al Conservatori de Tbilisi.
Posteriorment perfeccionà els seus estudis a Alemanya i Àustria. El 2005 va començar a estudiar piano amb Stewart Gordon a l'Escola de Música de Tornton, USC. Los Angeles.
Ha guanyat diversos premis, entre els quals destaquen el primer premi del concurs internacional Nikolai Rubinstein, el 1999, el premi de Yehudi Menuhin a Àustria, el 2004, i un premi de "Young Artists" el 2006, a Los Angeles.

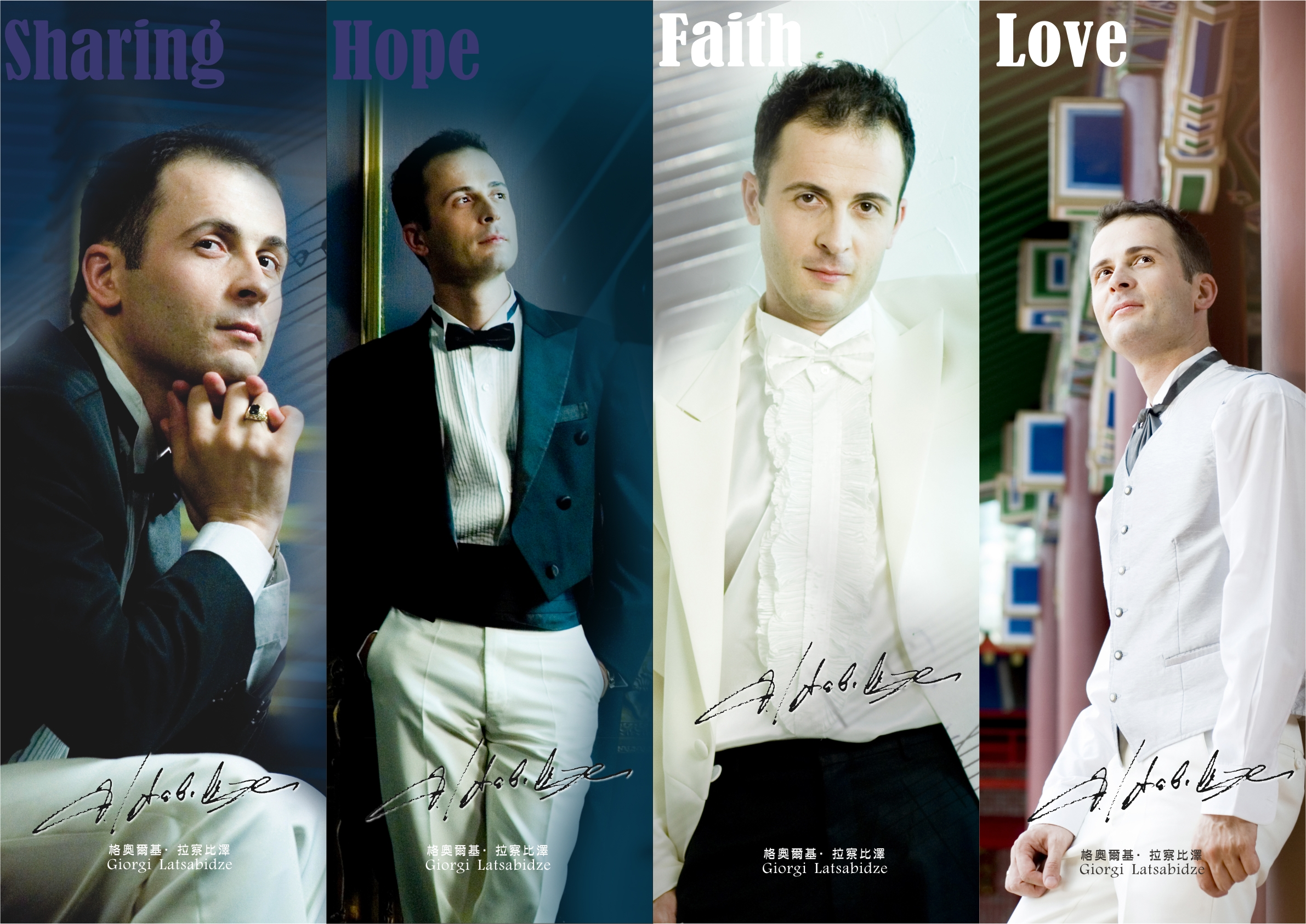
Giorgi Latsabidze 2010

Els anys 2005-2007 ha tingut beques d'estudi com a premi d'Eduard Xevardnadze, president de la República Democràtica de Geòrgia; en els anys 2003- 2005 fou becat pel DAAD, Alemanya.
Giorgi Latsabidze també ha compost per al cinema, en pel·lícules reeixides com Waltz-Fantasy (2002) o Twilight's Grace (2006).

## Repertori
En els seus concerts, Giorgi Latsabidze ha interpretat de manera freqüent les obres dels grans compositors clàssics i romàntics com ara Bach, Mozart, Beethoven, Schumann, Chopin, Liszt, Brahms, Rakhmàninov, o Debussy.

## Discografia seleccionada
- Auf den Spuren von Wolfgang Amadeus Mozart. K-TV Austria, 2005
- Latsabidze: The Recital (Los Angeles Onward Entertainment, LLC 2009)
- 2010: Claude Debussy: 12 Préludes. (Book II) - CD & DVD; Los Angeles, LLC
- 2010: The IG-Duo performs works by Szymanowski, Brahms, Bizet-Waxman, Latsabidze. - DVD; Wigmore Hall, London. Red Piranha Films LLC.

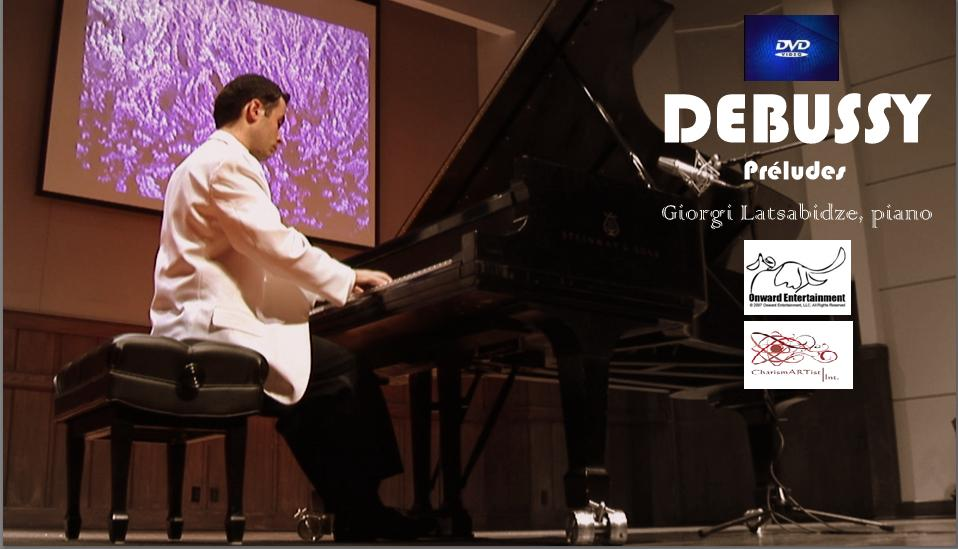
Giorgi Latsabidze, Los Angeles 2009